# Mine de Centrum-Bobrek
La mine de Centrum-Bobrek est une mine souterraine de charbon située en Pologne.